# Time management
Тайм-менеджмент (з англ. time management) — це жанр відеоігор, в якому основні дії гравця пов'язані зі швидким послідовним розподілом ресурсів у реальному часі з метою виконання завдань поточного рівня. Є піджанром казуальних відеоігор. Гравець повинен реагувати на поступальні замовлення під час гри та обслуговувати їх з максимальною ефективністю та за найменший час, щоб отримати найбільшу винагороду. Зазвичай у грі є обмеження за часом, і ресурси гравця обмежують швидкість, з якою він може обслуговувати запити, що надходять. Під час прогресу гри, гравець зазвичай має можливість покращувати доступні йому ресурси, витрачаючи на це зароблену винагороду.
Тайм-менеджмент — це піджанр казуальних та стратегічних ігор. Це відносно новий жанр, тому в книгах геймдизайну згадується досить нечасто.

### Співвідношення з жанром стратегічних ігор
Хоча тайм-менеджмент вважається піджанром стратегічних ігор, ігри у цьому жанрі мають свій характерний набір особливостей та позбавлені деяких рис типових стратегічних ігор. Зазвичай у тайм-менеджменті, на відміну від стратегічних ігор, не використовуються теми війни та руйнувань, натомість використовується тема щоденної роботи. Найчастіше мета стратегічної гри полягає у перемозі над ворогом, а мета гри у жанрі тайм-менеджмент зазвичай у тому, щоб встигнути заробити достатньо грошей за відведений час, діючи найефективнішим чином. Сильнішою стороною стратегічних ігор часто є багатокористувацький режим, а ігри в жанрі тайм-менеджмент за своєю природою розраховані на одного гравця.
Ігри у жанрі тайм-менеджмент націлені на іншу аудиторію, ніж стратегічні ігри. Основною цільовою аудиторією стратегічних ігор вважаються підлітки та старші гравці чоловічої статі, тоді як основна цільова аудиторія тайм-менеджменту — дорослі жінки.

## Ігровий дизайн
Типова гра в жанрі тайм-менеджменту є послідовністю рівнів, у кожному з яких гравцеві треба досягти поставленої мети за обмежений час. Всередині рівня гравець встановлює пріоритети (або термінові дії) для агентів, що можуть здійснювати дії (наприклад, офіціантів або злітно-посадкових смуг в аеропорту) з метою задоволення підцілей, які можуть бути представлені, наприклад, як відвідувачі ресторану або як літаки, що заходять на посадку в аеропорту. У деяких іграх можна встановлювати чергу з кількох таких дій, які будуть виконуватись агентами послідовно з тією швидкістю, на яку вони здатні. Зазвичай, якщо агент завершує відповідну дію занадто пізно, підціль вважається проваленою. Ціль рівня, таким чином, у тому, щоб задовольнити якомога більше підцілей у відведений час. Зазвичай між рівнями гравець може покращувати своїх агентів, використовуючи ігрову валюту, зароблену за проходження рівня. Наприклад, навчити їх рухатися швидше, зробити, щоб клієнти могли чекати довше до провалу підцілі, навчити агентів обслуговувати більше клієнтів одночасно.

## Історія
Аркадна гра Tapper 1983 року — це прототип тайм-менеджмент ігор, де гравець — бармен, який повинен обслуговувати відвідувачів до закінчення їхнього терпіння. Пізніші ігри часто містять більше завдань, подібно до успішної Diner Dash з 2004 року, в якій гравцям доводилося виконувати завдання в ресторані від розсадження клієнтів до миття посуду. Як найвідоміші приклади ігор у жанрі тайм-менеджмент можна навести Overcooked, Delicious, Ranch Rush.

### Сеттинги та теми
Типовий сеттинг для гри у жанрі тайм-менеджменту, переміщає гравця на місце обслуговчого персоналу. Наприклад, це може бути офіціант або кухар у ресторані, диспетчер в аеропорту, офіс-менеджер. Існують і ігри з сеттингами, відмінними від типового.
Візуальна тема зазвичай виглядає дружньо, весело і просто, як це заведено у казуальних іграх. Зазвичай, гра проходить через кілька варіацій основної теми, які представлені різними локаціями, і, відповідно, різними фонами та зображеннями ігрових об'єктів, що відрізняються від інших.